# 投資報酬率
投資報酬率（return on investment，简称 ROI），为經濟學名詞，指投資後所得的收益與成本之間的百分比率，是一種衡量获利能力的指标，用於評估一項投資的效率或盈利能力，以及用於比較多個投資項目，幫助投資者作出較好的投資決定。
投資報酬率一般可分為總報酬率(持有期間報酬率)和年報酬率。總報酬率是不論資金投入時間，直接計算總共的報酬率，其計算公式為：
總報酬率 = (投資現值 - 投資成本) / 投資成本 × 100%。
以股市投資為例，假設你以每股100美元的價格購買了100股某公司的股票，一年後以150美元的價格賣出，在不考慮股息的情況下，此次股票投資你的總投資報酬率為：
【（150×100）-（100×100）】/(100×100)×100% = 50%
投資期間的總利潤通常包含資本利得(資本收益)與非資本利得性的收益。若以股票報酬率作例子，投資期間的資本利得為買進和賣出之間的價差，非資本利得性的收益通常為現金股利，因此股票的持有期間報酬率又可拆解為其資本收益率以及股利收益率的總和。

## 年回報率計算方法
年報酬率則是計算平均資金投入一年所得到的報酬率，其中又可分為兩類：算术平均数及几何平均数。

### 算术平均数
平均報酬率，其算法就是直接將總報酬率除以資金投入的年數，例如資金投入了3年，賺30%，年平均報酬率即為10%。由於算术平均数沒有考慮到複利的影響，因此計算出來的長期平均回報通常會比几何平均数高。
一些金融機構會使用「算术平均数」計算投資回報，令產品的回報看起來較高來吸引顧客。不過，部分國家禁止金融機構使用此方法計算投資回報。

### 几何平均数
內部報酬率，或稱為複利報酬率，將每年獲利的再投資也考慮進去，可以更精確地反映報酬的多寡。
例如投入10年，賺一倍，平均報酬率即為：
{\displaystyle (1+r)^{10}=2}
{\displaystyle r=7.18\%}
投資者應留意，複利報酬率（7.18%）明顯低於算术平均数（10%）。部分國家強制金融機構使用複利報酬率，以免投資者高估投資回報。

## 投資回報率的侷限性
- 投資回報率忽略了時間因素：沒有考慮投資的持有期。

- ROI沒有衡量風險：即使一個投資項目有較高的ROI，但如果伴隨著較高的風險，投資者可能面臨更大的風險。

- 自身的侷限性：投資回報率僅僅只是衡量財務收益的指標，並沒有考慮到實際投資過程中的全部情況，例如一些社會或者環境商品所擁有的附帶利益。[3]

## 参見
- 增長率
- 利潤率
- 投入資本回報率